# Peter de Cruz
Peter de Cruz (Londra, 4 gennaio 1990) è un giocatore di curling svizzero.

## Biografia
Possiede il passaporto inglese e svizzero.

## Carriera
All'apice della carriera ha conquistato la medaglia di bronzo ai Giochi olimpici di Pyeongchang nel 2018.

## Palmarès

### Giochi Olimpici
- 1 medaglia:
  - curling maschile: